# Richy Müller
Richy Müller, de son vrai nom Hans-Jürgen Müller, né le 26 septembre 1955 à Mannheim, est un acteur allemand.

## Biographie
Richy Müller est né à Mannheim et a grandi dans le district de Seckenheim.
Richy Müller pratique le sport automobile. Il pilote avec un permis C international, il est entré dans la Porsche Cup entre 2011 et 2013 sur Porsche 911 GT3. En outre, il était en 2011 et 2014 expert dans la transmission par Eurosport des 24 Heures du Mans.

## Carrière
Il commence sa carrière d’acteur en 1979 dans la trilogie télévisée Die große Flatter dans le rôle de l’adolescent Richy, vivant dans un centre pour sans-abris à la périphérie de Berlin.  Il en fait son nom de scène.
D’autres rôles suivent dans des productions cinématographiques telles Der Mann auf der Mauer de Reinhard Hauff, Le principe de l'arche de Noé de Roland Emmerich et Rosamunde d'Egon Günther.
Il fait un voyage à Hollywood pour le film xXx, de Rob Cohen, où il tient le rôle de Milan Sova.
Depuis 2008, Richy Müller est aux côtés de Felix Klare dans Tatort (SWR) où il incarne le commissaire en chef Thorsten Lannert. Il succède à Dietz-Werner Steck, qui a été, de 1992 à 2007, le commissaire Ernst Bienzle.

## Engagement social
Richy Müller s'engage auprès de l’association allemande ARCHE IntensivKinder en tant qu'ambassadeur. Il a été récompensé le 6 mai 2017, de l'ordre du mérite de l'État du Bade-Wurtemberg (Der Verdienstorden des Landes Baden-Württemberg) par le Ministre-Président Winfried Kretschmann pour son engagement social.

## Filmographie

### Cinéma
- 1981 : Jetzt und alles
- 1982 : Der Mann auf der Mauer (de)
- 1982 : Sei zärtlich, Pinguin
- 1982 : Kamikaze 1989
- 1984 : Le Principe de l'arche de Noé (Das Arche-Noah-Prinzip)
- 1990 : Rosamunde (de)
- 1991 : The Wonderbeats
- 1991 : Mit tödlicher Sicherheit
- 1993 : Die Denunziantin
- 1996 : Sexy Sadie
- 1996 : Irren ist männlich (en)
- 1996 : Das Superweib
- 1997 : La vie est un chantier (Das Leben ist eine Baustelle)
- 1997 : Confessions d'une pharmacienne (en)
- 1999 : Stunde des Wolfs
- 2000 : Fandango
- 2000 : Contrôle d'identité
- 2001 : Liebe und Verrat
- 2001 : Tigermännchen sucht Tigerweibchen
- 2002 : xXx
- 2004 : Allein
- 2004 : Farland
- 2005 : Am Tag als Bobby Ewing starb (de)
- 2006 : Quatre Minutes (Vier Minuten)
- 2006 : Die Wolke
- 2006 : Blackout
- 2008 : Der Froschkönig
- 2010 : Poll
- 2012 : Die Schwarzen Brüder
- 2012 : Anleitung zum Unglücklichsein
- 2013 : Schlussmacher (de)
- 2013 : Spieltrieb

### Télévision
- 1979 : Die große Flatter
- 1980 : Die Seiltänzer (série télévisée)
- 1981 : Tatort (épisode : Schattenboxen)
- 1984 : Pogo 1104
- 1985 : Le Renard (Der Alte) (épisode : Le récidiviste)
- 1986 : Der Junge mit dem Jeep
- 1986 : Der Fahnder (épisode : Auf eigene Faust)
- 1988 : Inspecteur Derrick (Derrick) (épisode : La Voix)
- 1991 : Tatort (épisode : Tödliche Vergangenheit)
- 1991 : Inspecteur Derrick (Derrick) (épisode : Des vies bouleversées)
- 1992 : Inspecteur Derrick (Derrick) (épisode : Si Dieu était une femme)
- 1992 : Euroflics : Doppelleben
- 1993 : Un cas pour deux (Ein Fall für zwei) (épisode : L’occasion fait le meurtrier)
- 1993 : Die Männer vom K3
- 1994 : Inspecteur Derrick (Derrick) (épisode : Tuer ce qu'on aime)
- 1994 : Unschuldsengel
- 1994 : Svens Geheimnis
- 1996 : Cuba Libre
- 1998 : Die Beischlafdiebin
- 1999 : Ein großes Ding
- 1999 : Rote Glut
- 2002 : Die Affäre Semmeling
- 2003 : Unsre Mutter ist halt anders
- 2006 : Ce n'étaient pas tous des assassins (Nicht alle waren Mörder)
- 2006 : Rose unter Dornen
- 2006 : Der Kriminalist (épisode : Mördergroupie)
- 2007 : L'Ordre des Pirates (Die Schatzinsel) - Black Dog
- 2007 : Noch ein Wort und ich heirate dich!
- 2007 : Doppelter Einsatz (épisode : Überdosis Warten)
- 2008 : Tatort (épisode : Hart an der Grenze)
- 2008 : Tatort (épisode : In eigener Sache)
- 2008 : Tatort (épisode : Tödliche Tarnung)
- 2009 : Les Ombres de la justice (Schatten der Gerechtigkeit)
- 2009 : Tatort (épisode : Altlasten)
- 2009 : Tatort (épisode : Das Mädchen Galina)
- 2010 : Krimi.de (épisode : Netzangriff)
- 2010 : Tatort (épisode : Blutgeld)
- 2010 : Tatort (épisode : Die Unsichtbare)
- 2011 : Alexandra : Disparue (Vermisst – Alexandra Walch, 17) - Alfred Walch
- 2011 : Tatort (épisode : Grabenkämpfe)
- 2011 : Tatort (épisode : Das erste Opfer)
- 2012 : Tatort (épisode : Scherbenhaufen)
- 2012 : Tatort (épisode : Tote Erde)
- 2013 : Tatort (épisode : Spiel auf Zeit)
- 2013 : Willkommen im Club

## Distinction
2011 : prix du cinéma allemand (Deutscher Filmpreis, aussi appelé le Lola) du meilleur second rôle masculin pour Poll, de Chris Kraus.